# Кодаун
Кода́ун (бирм. ကော့သောင်းမြို့) — город в административном округе Танинтайи, район Кодаун, Мьянма. В период британского владычества назывался Виктория-пойнт.
Город находится в южной части Мьянмы и граничит с провинцией Ранонг в Таиланде.
Город имеет большой порт.

## История
Ракхайн и Танинтайи перешли под власть Великобритании после Первой англо-бирманской войны 1823–1826 годов.
В 1859 году местная группа китайцев и тайцев поселилась в Маливане к северу от Кодауна, в месте полном многочисленных озёра и цветущих деревьев. В 1865 году арабо-малайская группа во главе с Наюдой Ахмедом,  в ходе путешествия вокруг архипелага Мьей, основала базу и деревню в заливе Виктория-пойнт.
В 1872 году третий мэр округа Мьей сэр Эшли Дин (1870–1875) назначил первого полицейского в Маливан, деревню, расположенную в 38 километрах к северу от Кодауна. В 1891 году местные правительственные учреждения были перемещены из Маливана в Кодаун, так как Маливан расположен на берегу небольшой мелководной реки Маливан-Крик, которая не подходит для больших кораблей.

## География
Кодаун расположен примерно на 10° северной широты и 98,30° восточной долготы в устье реки Кьян на Малайском полуострове. К востоку от него находится приграничный тайский город Ранонг. На западе и юго-западе от него Андаманское море выходит в Индийский океан, а на севере расположен поселок Бокпьин. Местность в этом районе по большей части гористая.